# Onthophagus tiamicus
Onthophagus tiamicus är en skalbaggsart som beskrevs av Kabakov 1994. Onthophagus tiamicus ingår i släktet Onthophagus och familjen bladhorningar. Inga underarter finns listade i Catalogue of Life.